# Aleksandr Karaczewski
Aleksandr Karaczewski (ros. Александр Карачевский; ur. ok. 1968) – radziecki biegacz narciarski. W 1987 roku wystąpił na mistrzostwach świata juniorów w Asiago, gdzie zajął piąte miejsce na dystansie 30 km techniką dowolną oraz ósme w biegu na 10 km stylem klasycznym. Największy sukces osiągnął podczas mistrzostw świata juniorów w Saalfelden w 1988 roku, kiedy zwyciężył w biegu na 30 km. Na tej samej imprezie zajął ponadto siódme miejsce w biegu na 10 km klasykiem. W zawodach Pucharu Świata zadebiutował 4 stycznia 1992 roku w Kawgołowie, zajmując 10. miejsce w biegu na 30 km techniką dowolną. Tym samym już w swoim debiucie zdobył pierwsze pucharowe punkty. Mimo kilkukrotnych startów nigdy więcej nie punktował w zawodach tego cyklu. Nigdy też nie wziął udziału w igrzyskach olimpijskich ani mistrzostwach świata.

## Osiągnięcia

### Mistrzostwa świata juniorów
| Miejsce | Dzień    | Rok  | Miejscowość | Konkurencja             | Wynik     | Strata  | Zwycięzca           |
| ------- | -------- | ---- | ----------- | ----------------------- | --------- | ------- | ------------------- |
| 8.      | 4 lutego | 1987 | Asiago      | 10 km stylem klasycznym | 27:19,5   | +24,7   | Gierman Karaczewski |
| 5.      | 8 lutego | 1987 | Asiago      | 30 km stylem dowolnym   | 1:13:41,2 | +1:42,1 | Kalikan Nagombajew  |
| 7.      | 3 lutego | 1988 | Saalfelden  | 10 km stylem klasycznym | 27:09,2   | +25,7   | Gierman Karaczewski |
| 1.      | 7 lutego | 1988 | Saalfelden  | 30 km stylem dowolnym   | 1:21:21,3 | -       | -                   |

### Puchar Świata

#### Miejsca w klasyfikacji generalnej
- sezon 1991/1992: 41.
- sezon 1992/1993: -

#### Miejsca na podium
Karaczewski nigdy nie stanął na podium zawodów PŚ.